# Acragas longimanus
Acragas longimanus là một loài nhện trong họ Salticidae.
Loài này thuộc chi Acragas. Acragas longimanus được Eugène Simon miêu tả năm 1900.